# Peter Perchtold
Peter André Perchtold (Norimberga, 2 settembre 1984) è un ex calciatore tedesco, di ruolo centrocampista.